# Batalla de Trancoso (1140)
La batalla de Trancoso en 1140 fue un episodio de la Reconquista, en el que Alfonso I de Portugal derrotó cerca de Trancoso a un contingente de tropas musulmanas que invadía territorio portugués.

## Historia
En 1135, Alfonso fundó el castillo de Leiría, entre Coímbra, cristiana, y Santarém, musulmana. No sólo tenía el castillo la finalidad de vigilar el camino que unía las dos ciudades, sino que fue el primer acto de agresión del príncipe portugués dirigido a los musulmanes, ya que la guarnición también estaba obligada a atacar el territorio de Santarém.
En la batalla de Ourique, los portugueses derrotaron a las tropas almorávides comandadas por un tal «Esmar», en 1139. Al año siguiente, Alfonso reanudó las hostilidades contra el rey de León Alfonso VII, su primo, e invadió Galicia. Esmar, sabiendo que el rey de Portugal estaba en Galicia y sufría reveses, reagrupó sus tropas y atacó el castillo de Leiria, que conquistó, arrasó y masacró a su guarnición, haciendo prisioneros vivos a los que capturó. A continuación avanzó por territorio portugués hasta llegar a Trancoso, que también saqueó.
Al enterarse de lo sucedido, Afonso I de Portugal firmó una tregua con su primo y viajó desde Galicia hasta Trancoso para combatir a los musulmanes, a los que destruyó en dos encuentros. Tras la batalla, fundó el monasterio de Tarouca en presencia de sus tropas.